# وادی نقب
وادی نقب (انگلیسی: Wadi Naqab) یک وادی در امارات متحده عربی است.